# Кобяков Олександр Аркадійович
Олександр Аркадійович Кобяков (14 червня 1946, місто Снятин, тепер Снятинського району Івано-Франківської області) — український радянський діяч, пілот Сімферопольського авіапідприємства Кримської області. Депутат Верховної Ради УРСР 9-го скликання.

## Біографія
Народився в родині службовця. У 1961 році вступив до комсомолу.
З 1964 року — токар Сумського заводу електронних мікроскопів і електроавтоматики.
Освіта середня спеціальна. У 1967—1968 роках — курсант Кіровоградської школи вищої льотної підготовки цивільної авіації.
У 1968—1973 роках — другий пілот, командир екіпажу літака АН-2 Полтавського авіапідприємства.
З січня 1973 року — другий пілот літака АН-24 Сімферопольського авіапідприємства Кримської області.
Потім — на пенсії в селищі Гресівський Залізничної райради міста Сімферополя Автономної Республіки Крим.

## Нагороди
- ордени
- медалі
- звання «Ударник комуністичної праці»